# Andrea Chiarelli
Andrea Chiarelli   (Messina, 1675 - 1699), conegut també com a Antonio Carelio,fou un concertista de llaüt i compositor italià.
Desitjant perfeccionar els instruments de la seva especialitat, construí molts llaüts i tiorbes considerats durant molt de temps com els més perfectes.
Se li deuen: Suonate musicali di violini, organo, violini ed arciuluto (Nàpols, 1690).